# Górnik Rybnik w sezonie 1964
Górnik Rybnik w sezonie 1964 – skład i osiągnięcia członków klubu żużlowego Górnika Rybnik w sezonie 1964.

## Osiągnięcia

### Indywidualne Mistrzostwa Świata na Żużlu 1964
| Zawodnik         | Ranga               | Miejsce | Punkty |
| ---------------- | ------------------- | ------- | ------ |
| Andrzej Wyglenda | Finał Światowy      | 12      | 4      |
| Antoni Woryna    | Finał Kontynentalny | 12      | 5      |
| Joachim Maj      | Finał Kontynentalny | 15      | 2      |

źródło:

### Drużynowe Mistrzostwa Świata na Żużlu 1964
| Zawodnik         | Ranga               | Miejsce | Punkty                  |
| ---------------- | ------------------- | ------- | ----------------------- |
| Andrzej Wyglenda | Finał Światowy      | 4       | 8 (0,2,3,3)(drużyna 16) |
| Antoni Woryna    | Finał Kontynentalny | 2       | 2 (2)(drużyna 34)       |

źródło:

### Drużynowe Mistrzostwa Polski na Żużlu 1964
| Zespół        | Miejsce | Punkty | Punkty małe | Zwycięstwa | Remisy | Porażki |
| ------------- | ------- | ------ | ----------- | ---------- | ------ | ------- |
| Górnik Rybnik | 1       | 22     | + 283       | 11         | 0      | 3       |

źródło:

### Indywidualne Mistrzostwa Polski na Żużlu 1964
| Zawodnik         | Miejsce | Punkty |
| ---------------- | ------- | ------ |
| Andrzej Wyglenda | 1       | 14     |
| Joachim Maj      | 2       | 13 + 3 |
| Stanisław Tkocz  | 4       | 11     |

źródło:

### Turniej o Złoty Kask 1964
| Zawodnik         | Miejsce | Punkty |
| ---------------- | ------- | ------ |
| Andrzej Wyglenda | 1       | 65     |
| Joachim Maj      | 3       | 57     |
| Stanisław Tkocz  | 6       | 47     |

źródło:

### Memoriał Alfreda Smoczyka 1964
| Zawodnik      | Miejsce | Punkty |
| ------------- | ------- | ------ |
| Antoni Woryna | 4       | 9      |
| Joachim Maj   | 6       | 6      |

źródło:

### Turniej o Puchar Rybnickiego Okręgu Węglowego 1964
| Zawodnik         | Miejsce | Punkty          |
| ---------------- | ------- | --------------- |
| Stanisław Tkocz  | 2       | 6 (drużyna 26)  |
| Andrzej Wyglenda | 2       | 2 (drużyna 26)  |
| Antoni Woryna    | 2       | 11 (drużyna 26) |
| Karol Peszke     | 2       | 1 (drużyna 26)  |
| Joachim Maj      | 2       | 6 (drużyna 26)  |

źródło:

## Skład Drużyny
| Zawodnik         | Wiek | Pkt + Bns | Bns. | Pkt.      | Kpl.           | Śr/bg      | Śr/mcz     | Bg. | Mcz. |
| ---------------- | ---- | --------- | ---- | --------- | -------------- | ---------- | ---------- | --- | ---- |
| Joachim Maj      | 32   | 135,5 (5) | 2    | 133,5 (6) | 4              | 2,509 (4)  | 10,269 (5) | 54  | 13   |
| Stanisław Tkocz  | 28   | 118 (13)  | 12   | 106 (17)  | 1 – (1 pł.)    | 2,314 (11) | 8,154 (16) | 51  | 13   |
| Andrzej Wyglenda | 23   | 117 (15)  | 5    | 112 (13)  | 6(1) – (2 pł.) | 2,600 (1)  | 10,182 (6) | 45  | 11   |
| Antoni Woryna    | 23   | 107 (18)  | 7    | 100 (20)  | 3 – (1 pł.)    | 2,488 (6)  | 9,091 (11) | 43  | 11   |
| Karol Peszke     | 25   | 92,5 (22) | 18   | 74,5 (25) | 2 – (1 pł.)    | 1,814 (26) | 5,731 (29) | 51  | 13   |
| Alojzy Norek     | 23   | 62 (36)   | 15   | 47 (36)   | 1 – (1 pł.)    | 1,442 (34) | 3,917 (38) | 43  | 12   |
| Waldemar Motyka  | 22   | 45 (43)   | 10   | 35 (43)   | 0              | 1,364 (39) | 3,500 (41) | 33  | 10   |
| Stanisław Bombik | 25   | 14 (58)   | 3    | 11 (58)   | 0              | 0,778 (53) | 1,375 (61) | 18  | 8    |

W nawiasie miejsce w danej kategorii w stosunku do wszystkich zawodników startujących w pierwszej lidze (śr/m oraz śr/b - przy założeniu, że zawodnik odjechał minimum 50% spotkań w danym sezonie)
źródło:

## Sezon Zasadniczy

### I Runda
- 12 września 1964 (zamiast 5 kwietnia; spotkanie zaległe; stadion w Lesznie)

| Nr | Unia Leszno |  | 13 | Bns | Nr | Górnik Rybnik |  | 65 | Bns |
| -- | ----------- |  | -- | --- | -- | ------------- |  | -- | --- |

Unia Leszno oddała mecz walkowerem.

### II Runda
- 12 kwietnia 1964 roku na stadionie w Rybniku

| Nr | Górnik Rybnik    |           | 53 | Bns | Nr | Śląsk Świętochłowice |           | 24 | Bns |
| -- | ---------------- | --------- | -- | --- | -- | -------------------- | --------- | -- | --- |
| 9  | Alojzy Norek     | 2x,2x,1,0 | 5  | 2   | 1  | Erwin Maj            | d,u,-,0   | 0  |     |
| 10 | Joachim Maj      | 3,3,3,3   | 12 |     | 2  | Wiktor Waloszek      | 1,2,1,0,1 | 5  |     |
| 11 | Andrzej Wyglenda | 2x,3,2x,3 | 10 | 2   | 3  | Erwin Brabański      | 0         | 0  |     |
| 12 | Stanisław Tkocz  | 3,w,3,3   | 9  |     | 4  | Paweł Waloszek       | 1,1,2,2,3 | 9  |     |
| 13 | Karol Peszke     | 1,2x,1,1  | 5  | 1   | 5  | Jan Mucha            | u,2,0,2,1 | 5  |     |
| 14 | Antoni Woryna    | 2,3,3,2x  | 10 | 1   | 6  | Krystian Fołtyn      | 3,d,0,2x  | 5  | 1   |
| 15 | Stanisław Bombik | 1,1       | 2  |     | 7  | Jan Jeziorowski      | 0,0,0     | 0  |     |

Zmiany: Zawodnik nr 5 w biegu 6; Zawodnik nr 2 w biegu 10; Zawodnik nr 7 w biegu 11; Zawodnik nr 4 w biegu 13

### III Runda
- 24 maja 1964 roku na stadionie we Wrocławiu

| Nr | Sparta Wrocław      |          | 42 | Bns | Nr | Górnik Rybnik    |          | 36 | Bns |
| -- | ------------------- | -------- | -- | --- | -- | ---------------- | -------- | -- | --- |
| 9  | Zygmunt Antos       | 1,u,-,1  | 2  |     | 1  | Alojzy Norek     | u,ns     | 0  |     |
| 10 | Jerzy Trzeszkowski  | 3,3,3,3  | 12 |     | 2  | Stanisław Tkocz  | 2,2,2,3  | 9  |     |
| 11 | Władysław Wawszczyk | 0,0,0    | 0  |     | 3  | Waldemar Motyka  | 1,1,0,0  | 2  |     |
| 12 | Adolf Słaboń        | 2,2,2,2  | 8  |     | 4  | Joachim Maj      | 3,2,3,1  | 9  |     |
| 13 | Henryk Kałuża       | 0,1,2x,3 | 6  | 1   | 5  | Karol Peszke     | 1,1,1x,2 | 5  | 1   |
| 14 | Andrzej Domiszewski | 2,3,3,3  | 11 |     | 6  | Antoni Woryna    | 3,3,2,2  | 10 |     |
| 15 | Bogumił Grudziński  | 1,1,0,1  | 3  |     | 7  | Stanisław Bombik | u,d,1,d  | 1  |     |

Zmiany: Zawodnik nr 15 w biegu 9,13; Zawodnik nr 7 w biegu 11, 13

### IV Runda
- 31 maja 1964 roku na stadionie w Rybniku

| Nr | Górnik Rybnik    |          | 43 | Bns | Nr | Wybrzeże Gdańsk   |           | 32 | Bns |
| -- | ---------------- | -------- | -- | --- | -- | ----------------- | --------- | -- | --- |
| 9  | Karol Peszke     | 1,3,1,0  | 5  |     | 1  | Zbigniew Podlecki | 2,3,2,1,2 | 10 |     |
| 10 | Joachim Maj      | 3,2,2x,3 | 10 | 1   | 2  | Czesław Kraska    | 0,0,-,0   | 0  |     |
| 11 | Andrzej Wyglenda | 3,3,2x,1 | 9  | 1   | 3  | Roman Wieczorek   | 0,0       | 0  |     |
| 12 | Stanisław Tkocz  | 2x,1,2,3 | 8  | 1   | 4  | Jan Tkocz         | 1,1,1,d,u | 3  |     |
| 13 | Antoni Woryna    | 0,2,d,3  | 5  |     | 5  | Stanisław Kaiser  | 3,2,0,1x  | 6  | 1   |
| 14 | Waldemar Motyka  | 2,0,u,3  | 5  |     | 6  | Bogdan Berliński  | 1,0,-,1x  | 2  | 1   |
| 15 | Stanisław Bombik | 1x,u     | 1  | 1   | 7  | Marian Kaiser     | 3,3,3,2   | 11 |     |

Zmiany: Zawodnik nr 4 w biegu 7; Zawodnik nr 1 w biegu 9; Zawodnik nr 7 w biegu 10, 12
- 14 czerwca 1964 roku na stadionie w Gorzowie

| Nr | Stal Gorzów          |           | 31,5 | Bns | Nr | Górnik Rybnik    |            | 46,5 | Bns |
| -- | -------------------- | --------- | ---- | --- | -- | ---------------- | ---------- | ---- | --- |
| 9  | Andrzej Pogorzelski  | 2,2,2,0   | 6    |     | 1  | Andrzej Wyglenda | 3,0,3,0    | 6    |     |
| 10 | Jerzy Padewski       | 0,2,0,0.5 | 2,5  |     | 2  | Stanisław Tkocz  | 1,3,3,2x   | 9    | 1   |
| 11 | Jerzy Flizikowski    | 0,2,1,1x  | 4    | 1   | 3  | Joachim Maj      | 2,3,2,3    | 10   |     |
| 12 | Bronisław Rogal      | 3,0,3,0   | 6    |     | 4  | Alojzy Norek     | 1x,1,2,1x  | 5    | 2   |
| 13 | Jerzy Bartoszkiewicz | 0,1x      | 1    | 1   | 5  | Antoni Woryna    | 2,3,3,3    | 11   |     |
| 14 | Edmund Migoś         | 3,2,3,2,2 | 12   |     | 6  | Karol Peszke     | 1x,1,0.5,1 | 3,5  | 1   |
| 15 | Wojciech Jurasz      | 0,0,0     | 0    |     | 7  | Waldemar Motyka  | 1,1x       | 2    | 1   |

Zmiany: Zawodnik nr 15 w biegu 10; Zawodnik nr 14 w biegu 12

### VI Runda
- 4 lipca 1964 roku na stadionie w Bydgoszczy

| Nr | Polonia Bydgoszcz   |           | 40 | Bns | Nr | Górnik Rybnik    |            | 37 | Bns |
| -- | ------------------- | --------- | -- | --- | -- | ---------------- | ---------- | -- | --- |
| 9  | Norbert Świtała     | 3,2,3,3   | 11 |     | 1  | Antoni Woryna    | 2,3,1x,3   | 9  | 1   |
| 10 | Czesław Safian      | 0,0, - ,0 | 0  |     | 2  | Stanisław Tkocz  | 1x,3,2x,2  | 8  | 2   |
| 11 | Henryk Glücklich    | 0,1x,0    | 1  | 1   | 3  | Karol Peszke     | 1x,u,0,0   | 1  | 1   |
| 12 | Edward Kupczyński   | 3,2,2x,3  | 10 | 1   | 4  | Joachim Maj      | 2,d,1,2,2x | 7  | 1   |
| 13 | Janusz Suchecki     | 2,1,1,2x  | 6  | 1   | 5  | Stanisław Bombik | 0, 0       | 0  |     |
| 14 | Rajmund Świtała     | 1x,0,3,0  | 4  | 1   | 6  | Andrzej Wyglenda | 3,3,2,1    | 9  |     |
| 15 | Mieczysław Połukard | 1,3,3,1   | 8  |     | 7  | Alojzy Norek     | 2x,0,1x    | 3  | 2   |

Zmiany: Zawodnik nr 15 w biegu 6,13; Zawodnik nr 7 w biegu 9; Zawodnik nr 4 w biegu 13

### VII Runda
- 12 lipca 1964 roku na stadionie w Rybniku

| Nr | Górnik Rybnik    |           | 49 | Bns | Nr | Stal Rzeszów    |          | 29 | Bns |
| -- | ---------------- | --------- | -- | --- | -- | --------------- | -------- | -- | --- |
| 9  | Andrzej Wyglenda | 3,3,3,3   | 12 |     | 1  | Florian Kapała  | 2,2,2,d  | 6  |     |
| 10 | Stanisław Tkocz  | 1,3,0,2x  | 6  | 1   | 2  | Jan Kolber      | 0,2,d,1x | 3  | 1   |
| 11 | Alojzy Norek     | 0,0,0,2x  | 2  | 1   | 3  | Jan Malinowski  | 2,1x,0,2 | 5  | 1   |
| 12 | Joachim Maj      | 3,3,2,3   | 11 |     | 4  | Marian Stawecki | 1x,2,3,1 | 7  | 1   |
| 13 | Karol Peszke     | 2x,1,2x,1 | 6  | 2   | 5  | Stefan Kępa     | 1,2,d    | 3  |     |
| 14 | Antoni Woryna    | 3,3,3,3   | 12 |     | 6  | Józef Batko     | 0,1x,1,0 | 2  | 1   |
| 15 | Stanisław Bombik | 0,0       | 0  |     | 7  | Marian Spychała | 1x,1,1   | 3  | 1   |

Zmiany: Zawodnik nr 2 w biegu 13

### VIII Runda
- 19 lipca 1964 roku na stadionie w Rybniku

| Nr | Górnik Rybnik    |           | 61 | Bns | Nr | Unia Leszno        |            | 17 | Bns |
| -- | ---------------- | --------- | -- | --- | -- | ------------------ | ---------- | -- | --- |
| 9  | Andrzej Wyglenda | d,3,3,3   | 5  | 1   | 1  | Jerzy Kowalski     | 2,1,u,-,ns | 9  |     |
| 10 | Stanisław Tkocz  | 3,3,2x,2x | 12 |     | 2  | Zbigniew Jąder     | 1,1,0,d    | 2  | 2   |
| 11 | Alojzy Norek     | 2x,1,1    | 11 |     | 3  | Jan Kusiak         | 1,1,1,1,1  | 0  |     |
| 12 | Joachim Maj      | 3,3,3,3   | 3  | 1   | 4  | Zbigniew Juskowiak | d,0,-,0    | 10 |     |
| 13 | Karol Peszke     | 3,3,2x,2x | 2  |     | 5  | Kazimierz Bentke   | 1,2,1,2,1  | 3  | 2   |
| 14 | Antoni Woryna    | 2x,2x,3,3 | 4  | 1   | 6  | Ryszard Sylwoniuk  | 0,0,-,0    | 12 | 1   |
| 15 | Waldemar Motyka  | 2x,2x,2x  | 3  | 2   | 7  | Czesław Tórz       | u,d        | 2  |     |

Zmiany: Zawodnik nr 3 w biegu 8; Zawodnik nr 1 w biegu 9; Zawodnik nr 5 w biegu 11; Zawodnik nr 15 w biegu 13
- 27 września 1964 (zamiast 9 sierpnia; spotkanie zaległe; stadion w Świętochłowicach)

| Nr | Śląsk Świętochłowice |              | 30,5 | Bns | Nr | Górnik Rybnik    |           | 46,5 | Bns |
| -- | -------------------- | ------------ | ---- | --- | -- | ---------------- | --------- | ---- | --- |
| 9  | Paweł Waloszek       | 2,3,3,1,3    | 12   |     | 1  | Andrzej Wyglenda | 3,2x,3,3  | 11   | 1   |
| 10 | Jan Jeziorowski      | 0, 0         | 0    |     | 2  | Stanisław Tkocz  | 1,3,3,2x  | 9    | 1   |
| 11 | Lotar Dudek          | 2,0,0,0      | 2    |     | 3  | Waldemar Motyka  | u, 0      | 0    |     |
| 12 | Wiktor Waloszek      | u,3,1,0,1    | 5    |     | 4  | Joachim Maj      | 3,1,3,2.5 | 9,5  |     |
| 13 | Erwin Brabański      | 0,u,-,0      | 0    |     | 5  | Karol Peszke     | 1,1x,1x,1 | 4    | 2   |
| 14 | Jan Mucha            | 2,2x,1,2.5,2 | 9,5  | 1   | 6  | Antoni Woryna    | 3,2,2,2   | 9    |     |
| 15 | Krystian Fołtyn      | 2, 0         | 2    |     | 7  | Alojzy Norek     | 1,2x,0,1x | 4    | 2   |

Zmiany: Zawodnik nr 14 w biegu 6; Zawodnik nr 12 w biegu 9; Zawodnik nr 7 w biegu 10, 12; Zawodnik nr 9 w biegu 10

### X Runda
- 16 sierpnia 1964 roku na stadionie w Rybniku

| Nr | Górnik Rybnik    |           | 55 | Bns | Nr | Sparta Wrocław      |           | 23 | Bns |
| -- | ---------------- | --------- | -- | --- | -- | ------------------- | --------- | -- | --- |
| 9  | Karol Peszke     | 3,3,3,3   | 12 |     | 1  | Henryk Kałuża       | 0,0,2     | 2  |     |
| 10 | Stanisław Tkocz  | 1,3,2x,2x | 8  | 2   | 2  | Jerzy Trzeszkowski  | 2,2,2,1,1 | 8  |     |
| 11 | Alojzy Norek     | 1,0,3,1   | 5  |     | 3  | Bogumił Grudziński  | 2,-,0,1   | 3  |     |
| 12 | Joachim Maj      | 3,3,3,w   | 9  |     | 4  | Adolf Słaboń        | d,0,d,1,d | 1  |     |
| 13 | Waldemar Motyka  | 1,1,2x,2x | 6  | 2   | 5  | Andrzej Domiszewski | 2,2,1,0,2 | 7  |     |
| 14 | Andrzej Wyglenda | 3,3,3,3   | 12 |     | 6  | Władysław Wawszczyk | 0,1x,-,0  | 1  | 1   |
| 15 | Stanisław Bombik | 1,2x      | 3  | 1   | 7  | Zygmunt Antos       | 0,1       | 1  |     |

Zmiany: Zawodnik nr 5 w biegu 6; Zawodnik nr 2 w biegu 9; Zawodnik nr 4 w biegu 13

### XI Runda
- 30 sierpnia 1964 roku na stadionie w Gdańsku

| Nr | Wybrzeże Gdańsk   |           | 32 | Bns | Nr | Górnik Rybnik    |          | 45 | Bns |
| -- | ----------------- | --------- | -- | --- | -- | ---------------- | -------- | -- | --- |
| 9  | Marian Kaiser     | 3,2,2,d   | 7  |     | 1  | Karol Peszke     | 1,1,2,2  | 6  |     |
| 10 | Czesław Kraska    | w,1,-,1x  | 2  | 1   | 2  | Stanisław Tkocz  | 2,3,3,1x | 9  | 1   |
| 11 | Roman Wieczorek   | u         | 0  |     | 3  | Alojzy Norek     | 2,1,1,1  | 5  |     |
| 12 | Jan Tkocz         | u,2,0,1,0 | 3  |     | 4  | Joachim Maj      | 3,3,2,2  | 10 |     |
| 13 | Stanisław Kaiser  | d,1,d,d,2 | 3  |     | 5  | Waldemar Motyka  | 1,w,0,0  | 1  |     |
| 14 | Bogdan Berliński  | 2,2,3,1   | 8  |     | 6  | Andrzej Wyglenda | 3,3,3,3  | 12 |     |
| 15 | Zbigniew Podlecki | d,3,3,3   | 9  |     | 7  | Antoni Woryna    | 2x,w     | 2  | 1   |

Zmiany: Zawodnik nr 13 w biegu 5; Zawodnik nr 12 w biegu 6; Zawodnik nr 15 w biegu 11,13

### XII Runda
- 6 września na stadionie w Rybniku

| Nr | Górnik Rybnik    |             | 55 | Bns | Nr | Stal Gorzów          |            | 23 | Bns |
| -- | ---------------- | ----------- | -- | --- | -- | -------------------- | ---------- | -- | --- |
| 9  | Karol Peszke     | 1x,2x,2x,2x | 7  | 4   | 1  | Feliks Olejniczak    | 0, - ,0    | 0  |     |
| 10 | Stanisław Tkocz  | 2,2,3,3     | 10 |     | 2  | Andrzej Pogorzelski  | 3,3,1x,2,2 | 11 | 1   |
| 11 | Alojzy Norek     | 2x,1,1,1    | 5  | 1   | 3  | Wojciech Jurasz      | 0,1,0,0    | 1  |     |
| 12 | Joachim Maj      | 3,3,3,3     | 12 |     | 4  | Edmund Migoś         | 1,d,1,1,1  | 4  |     |
| 13 | Waldemar Motyka  | 1,0,2x,3    | 6  | 1   | 5  | Jerzy Padewski       | w,2,2,1,0  | 5  |     |
| 14 | Andrzej Wyglenda | 3,3,3,3     | 12 |     | 6  | Jerzy Bartoszkiewicz | 2,0,0      | 2  |     |
| 15 | Stanisław Bombik | 1,2x        | 3  | 1   | 7  | Jerzy Flizikowski    | u,0        | 0  |     |

Zmiany: Zawodnik nr 5 w biegu 7; Zawodnik nr 4 w biegu 12; Zawodnik nr 2 w biegu 13

### XIII Runda
- 13 września 1964 roku na stadionie w Rybniku

| Nr | Górnik Rybnik    |             | 57 | Bns | Nr | Polonia Bydgoszcz   |           | 21 | Bns |
| -- | ---------------- | ----------- | -- | --- | -- | ------------------- | --------- | -- | --- |
| 9  | Karol Peszke     | 2,2x,2x,2   | 8  | 2   | 1  | Henryk Glücklich    | 0, 0      | 0  |     |
| 10 | Stanisław Tkocz  | 1x,3,3,3    | 10 | 1   | 2  | Mieczysław Połukard | 3,2,1,0,d | 6  |     |
| 11 | Alojzy Norek     | 2x,2x,2x,2x | 8  | 4   | 3  | Zygfryd Friedek     | 0,0,0     | 0  |     |
| 12 | Joachim Maj      | 3,3,3,3     | 12 |     | 4  | Edward Kupczyński   | 1,1,2,2,3 | 9  |     |
| 13 | Waldemar Motyka  | 2x,2x,1,1x  | 6  | 3   | 5  | Janusz Suchecki     | d,d,1,1   | 2  |     |
| 14 | Antoni Woryna    | 3,3,3,3     | 12 |     | 6  | Rajmund Świtała     | 1,1,0,1,0 | 3  |     |
| 15 | Stanisław Bombik | 1,d         | 1  |     | 7  | Stanisław Witkowski | 0, 1      | 1  |     |

Zmiany: Zawodnik nr 6 w biegu 11; Zawodnik nr 4 w biegu 12; Zawodnik nr 2 w biegu 13

### XIV Runda
- 20 września 1964 roku na stadionie w Rzeszowie

| Nr | Stal Rzeszów     |           | 43 | Bns | Nr | Górnik Rybnik    |             | 35 | Bns |
| -- | ---------------- | --------- | -- | --- | -- | ---------------- | ----------- | -- | --- |
| 9  | Józef Batko      | 2x,2x,1,1 | 6  | 2   | 1  | Andrzej Wyglenda | 1,2x,2,3,2  | 10 | 1   |
| 10 | Florian Kapała   | 3,3,3,3   | 12 |     | 2  | Stanisław Tkocz  | 0,0, - ,1   | 1  |     |
| 11 | Janusz Kościelak | 2x,d,0,0  | 2  | 1   | 3  | Alojzy Norek     | 1,0,0       | 1  |     |
| 12 | Jan Malinowski   | 3,1,2,2   | 8  |     | 4  | Joachim Maj      | w,1,3,3,3   | 10 |     |
| 13 | Adam Ciepiela    | 0,0,1x,0  | 1  | 1   | 5  | Karol Peszke     | 1x,- 0,1x   | 2  | 2   |
| 14 | Stefan Kępa      | 3,3,2,3   | 11 |     | 6  | Antoni Woryna    | 2,3,1x,2,2x | 10 | 2   |
| 15 | Jan Kolber       | 2x,1x     | 3  | 2   | 7  | Waldemar Motyka  | 1, 0        | 1  |     |

Zmiany: Zawodnik nr 1 w biegu 5; Zawodnik nr 6 w biegu 7; Zawodnik nr 4 w biegu 12
źródło:
Legenda: u – upadek; d – defekt; w - wykluczony; x – zdobył bonus w danym biegu; ns – nie stawił się na starcie danego biegu; „–” – zawodnik został zmieniony na innego w danym biegu